# 小行星1334
小行星1334（1334 Lundmarka）是一颗围绕太阳公转的小行星。1934年7月16日，卡爾·威廉·萊茵姆特在海德堡发现了此天体。
該小行星以瑞典天文學家克努特·倫德馬克命名。
这颗小行星的绝对星等为130.4606726572393等。